# トリメチルアミン尿症
トリメチルアミン尿症（トリメチルアミンにょうしょう、英語名:Trimethylaminuria）は、摂取した食物を体内で消化分解した際に発生したトリメチルアミンが分解されず、汗や尿、呼気の中に排出されてしまう疾患。トリメチルアミンは腐敗した魚の臭いがするため、魚臭症、魚臭症候群とも呼ばれる。

## 症状
体、汗、尿から激臭を発する。
原因は大きく二つに分かれ、トリメチルアミンを分解する酵素であるフラビン含有モノオキシゲナーゼ（FMO）が遺伝子情報として先天的に欠如または低活性である場合と、肝機能障害や肝機能低下による後天的な場合があるとされる。前者は患者の子孫にも低確率ではあるが発症するリスクが存在する。体臭は魚のような生臭い臭い、便臭、生ゴミの臭い、下水道の臭いなど様々である
。

## 弊害
問題は二点あり、一つは外部への激臭による被害である。患者には強い体臭以外は健康面での問題が発生することはないが、体臭が原因で患者が仕事を続けられなくなったり、日常生活に支障をきたすことが問題となっている。

## 治療
抜本的な治療法はなく、トリメチルアミン尿症患者はトリメチルアミン前駆物質であるコリンやレシチン等の含有量の多い食品（海産魚介類、卵黄、乳製品、豆類、肉類など）の摂取を控えるように努力する事になる。